# 山田英男
山田 英男（やまだ ひでお、1899年（明治32年）8月7日 - 1966年（昭和41年）4月8日）は、大日本帝国陸軍軍人。最終階級は陸軍少将。

## 経歴
愛知県出身。1920年（大正9年）5月、陸軍士官学校第32期卒業。1931年（昭和6年）陸軍大学校第43期卒業。
第19師団参謀を経て、同師団参謀長に補される。1941年（昭和16年）3月、陸軍大佐に進んだのち、太平洋戦争（大東亜戦争）に入ると第57師団参謀長となり、黒河省山神府に駐屯した。ついで北支那方面軍附を経て、北平特務機関長を務め、1945年（昭和20年）3月、陸軍少将に進級した。
1947年（昭和22年）11月28日、公職追放仮指定を受けた。